# 토르투가섬

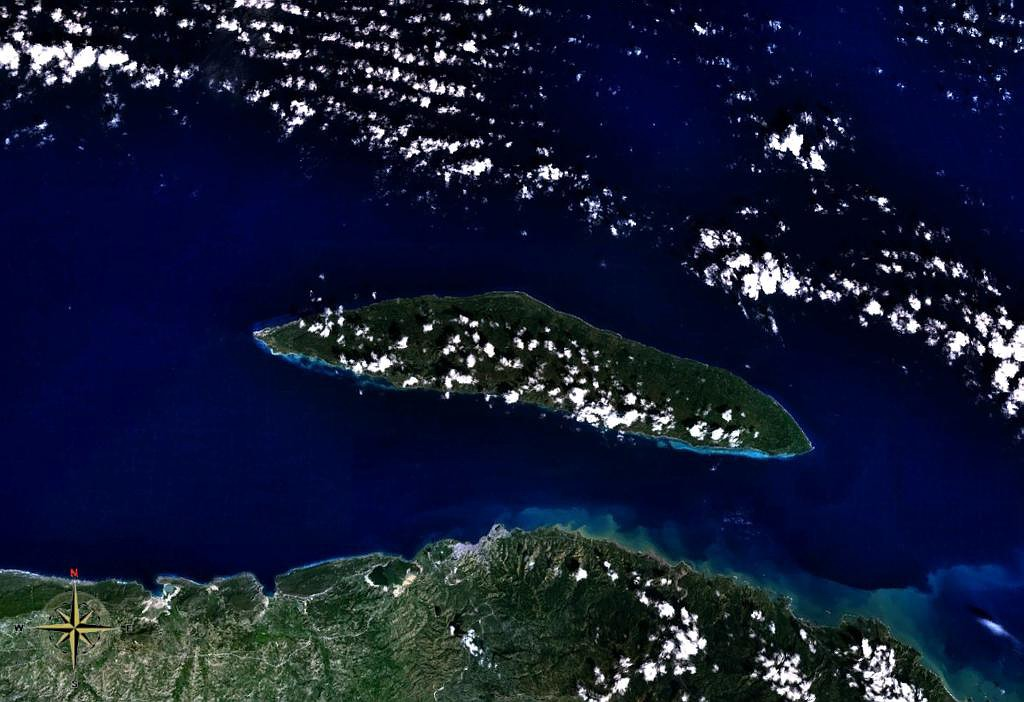

토르투가섬(스페인어: Isla de la Tortuga, 프랑스어: Île de la Tortue 토르튀 섬[*], 아이티어: Latòti il 라토티 섬)은 아이티의 섬이다. 2003년의 인구통계에 따르면 인구는 25,936명이다. 섬의 이름은 거북이 모양과 같이 생겼다 하여 거북이 섬이라는 뜻으로 지어졌다. 이 지역은 17세기에 카리브 해적들의 주요 근거지가 되던 곳이어서 이와 연계된 관광지가 들어서 있으며, 아이티에서 가장 인기있는 곳이다.

## 같이 보기
- 포트로열